# Monstre de Flatwoods

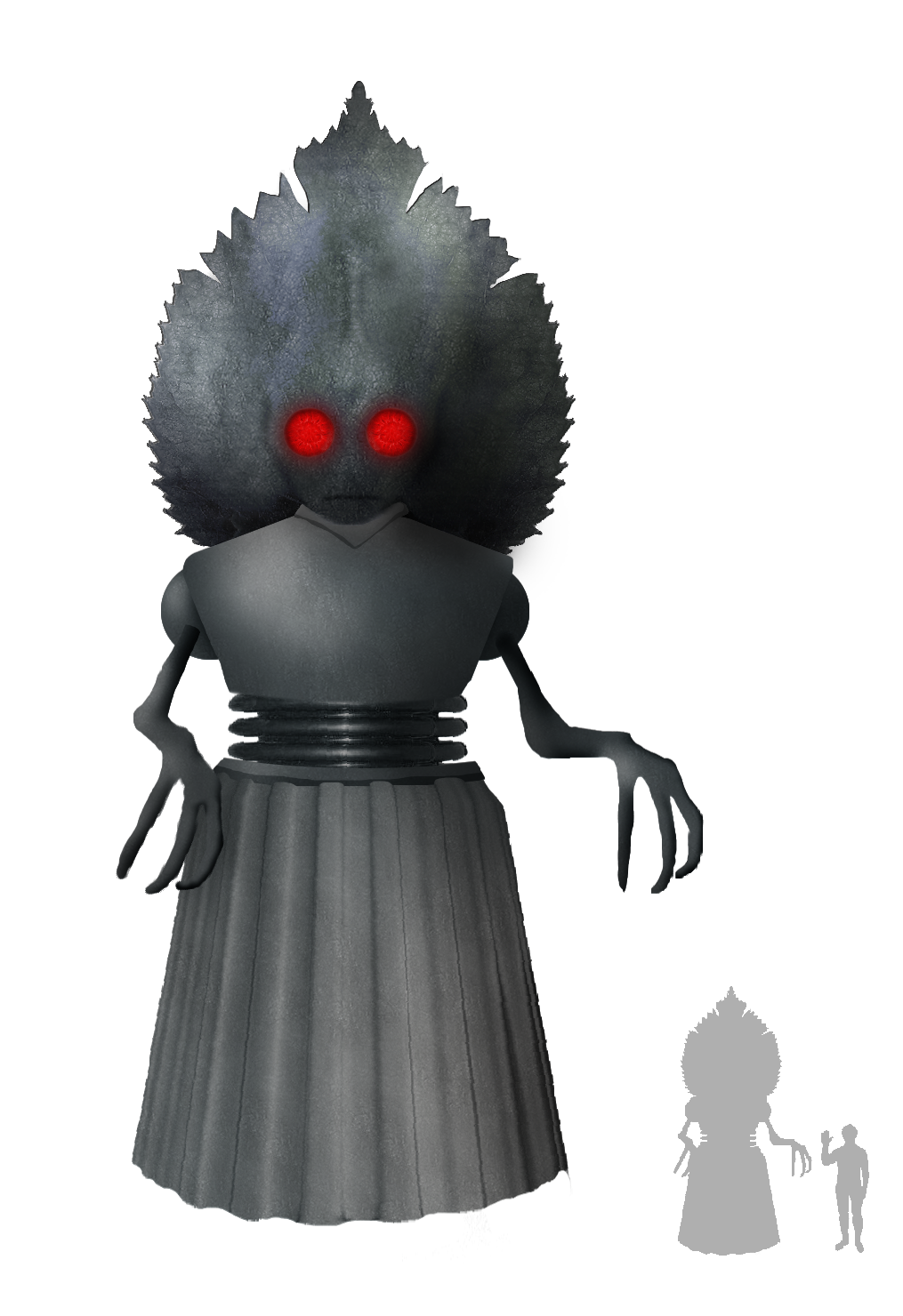
Vue d'artiste du Monstre de Flatwoods.

Le Monstre de Flatwoods ou le Monstre du comté de Braxton est une créature « extraterrestre » qui serait apparue le 12 septembre 1952 dans la ville de Flatwoods, dans le comté de Braxton en Virginie-Occidentale, aux États-Unis d'Amérique.

## Déroulement de la rencontre
En cet après-midi, le shérif Robert Carr et son adjoint Burnell Long furent appelés pour enquêter sur un objet enflammé qui serait tombé sur Terre près de Flatwoods sur la rivière Elk.
Le soir, quatre garçons jouant au football dans la cour de récréation de leur école virent quelque chose atterrir au sommet de la colline sur la propriété de Bailey Fisher. Lorsqu'ils décidèrent d'aller voir de plus près, ils furent rejoints par deux fils de Kathleen May.
Arrivés sur place, les garçons disent y avoir vu une espèce d'engin sifflant, brillant, faisant à peu près dix mètres de large. Et à côté de l'engin, ils auraient vu une étrange créature qui planait au-dessus du sol. Elle avait une tête en forme d'as de pique, un visage rond avec deux yeux ronds brillants, et tendait deux bras aux doigts griffus. Un habit plissé et brillant pendait à sa taille, et elle semblait porter une armure pectorale. Selon les rapports, la créature aurait été noire ou verte et rouge.
La créature semblait s'avancer vers les enfants, qui, effrayés, s'enfuirent en courant, se réfugiant dans la maison des May, et appelèrent le shérif.
Après avoir enquêté sur l'incident, le shérif décida d'écarter l'hypothèse de l'ovni et de l'extraterrestre, et conclut que ce n'était qu'une météorite qui serait tombée sur Terre, et que les enfants n'avaient été effrayés que par un raton-laveur ou un hibou dans la pénombre.
Le Monstre de Flatwoods s'est fait depuis une place de choix parmi les histoires d'extraterrestres aux États-Unis d'Amérique.
Il est parfois représenté avec un aspect plus « robot », ressemblant plutôt à un vaisseau cylindrique.
À savoir que la Virginie-Occidentale fut aussi endroit de « rencontre » avec l'Homme-papillon.

## Culture populaire
- Un Pokémon de la 5e génération nommé Neitram en serait inspiré.
- Dans le jeu vidéo Amagon sur NES, le boss final est le Monstre de Flatwoods.
- Dans le jeu vidéo Wild Arms sur PlayStation, un ennemi robotique nommé Hayokonton a une apparence fondée sur le Monstre de Flatwoods.
- Dans la série de jeux vidéo Megaman Zero, le personnage du Professeur Weil porte un costume semblable à celui du Monstre de Flatwoods.
- Dans le jeu vidéo The Legend of Zelda: Majora's Mask, le design des aliens qui attaquent le Ranch Romani est fortement inspiré du Monstre de Flatwoods.
- Dans le jeu vidéo Fallout 76, le joueur a l'occasion de chasser de nombreuses créatures, et certaines d'entre elles sont inspirées par des légendes urbaines de la Virginie-Occidentale. Le monstre de Flatwoods et l'homme-papillon (sous le nom d'homme-phalène) en font partie.
- Dans le chapitre 2 du manga DanDaDan de Tatsu Yukinobu, le monstre apparait comme une entité hostile aux personnages principaux.